# Perugino
Pietro Perugino (italijanska izgovorjava: [ˈpjɛːtro peruˈdʒiːno]), rojen kot Pietro Vannucci, * ok. 1446/1452, Città della Pieve, Papeška država (danes Umbrija), † 1523, Fontignano, Papeška država (danes Umbrija)
Bil je italijanski renesančni slikar umbrijske šole, ki je razvil nekatere lastnosti, ki so v visoki renesansi našle klasičen izraz. Rafael je bil njegov najbolj znan učenec.

## Zgodnja leta
Rodil se je kot Pietro Vannucci v mestu Città della Pieve v Umbriji, kot sin Cristofora Marije Vannucci. Njegov vzdevek ga označuje kot iz Perugie, glavnega mesta Umbrije. Znanstveniki še naprej izpodbijajo socialno-ekonomski status družine Vannucci. Medtem ko nekateri akademiki trdijo, da se je Vannucci rešil iz revščine, drugi trdijo, da je bila njegova družina med najbogatejšimi v mestu. Njegov natančen datum rojstva ni znan, vendar glede na njegovo starost ob smrti, ki sta jo omenila Vasari in Giovanni Santi, se domneva, da se je rodil med letoma 1446 in 1452.
Pietro je najverjetneje začel študirati slikarstvo v lokalnih delavnicah v Perugii, kot so delavnice Bartolomea Caporalija ali Fiorenza di Lorenza. Datum prvega obiska v Firencah ni znan; nekateri menijo da že leta 1466/1470, drugi potisnejo datum na 1479. Po besedah Vasarija je bil vajenec v delavnici  Andrea del Verrocchia, skupaj z Leonardom da Vincijem, Domenicom Ghirlandaiom, Lorenzom di Credijem, Filippinom Lippijem in drugimi. Menda ga je Piero della Francesca naučil perspektivne forme. Leta 1472 je moral opraviti vajeništvo, saj je bil vpisan kot mojster v bratovščino svetega Luke. Pietro, čeprav zelo nadarjen, nad svojim delom ni bil nadvse navdušen.
Perugino je bil eden prvih italijanskih umetnikov oljnega slikarstva. Nekatera njegova zgodnja dela so bile obsežne freske za samostan očetov Ingessati, uničen med obleganjem Firenc; zanje je ustvaril tudi številne kartone, ki so jih v briljantnem efektu izvedli v vitraju. Dober primer njegovega zgodnjega sloga v temperi je tondo (krožna slika) v muzeju Louvre Devica in otrok na prestolu med svetniki.

## Rim
Perugino se je vrnil iz Firenc v Perugijo, kjer se je njegovo florentinsko izobraževanje pokazalo v Čaščenju Treh kraljev za cerkev Santa Maria dei Servi v Perugii (ok. 1476). Približno leta 1480 ga je papež Sikst IV. poklical v Rim, da bi naslikal freske za stene Sikstinske kapele. Med freskami, ki jih je tam izdelal, so bile Mojzes in Zippora (pogosto pripisan Luci Signorelliju), Kristusov krst in Predaja ključev. Pinturicchio je spremljal Perugina v Rim in postal njegov partner, ki je prejel tretjino dobička. Morda je delal nekaj na Zipporah. Sikstinske freske so bile glavno visokorenesančno naročilo v Rimu. Oltarna stena je bila poslikana z Vnebovzetjem, Rojstvom in Mojzesom v papirusu. Ta dela so bila kasneje uničena, da so ustvarili prostor za Michelangelovo Poslednjo sodbo.
Med letoma 1486 in 1499 je Perugino večinoma delal v Firencah, pri čemer je enkrat potoval v Rim in več v Perugio, kjer je morda imel drugi studio. V Firencah je imel studio in prejel veliko naročil. Njegova Pietà (1483–1493) v Uffiziju je neznačilno močno delo, ki se izogiba Peruginovi včasih prelahki sentimentalni pobožnosti. Po Vasariju naj bi se Perugino septembra 1493 vrnil v Firence, da bi se poročil s Chiaro, hčerko arhitekta Luce Fancellija. Istega leta je Perugino ponovno odšel Firence v svoj stalni dom , čeprav je še naprej sprejemal nekatera naročila drugje.

## Kasnejša kariera
Leta 1499 ga je ceh cambio (menjalcev denarja ali bankirjev) v Perugii prosil, naj okrasi njihovo sprejemno dvorano, Sala delle Udienze del Collegio del Cambio. Humanist Francesco Maturanzio je deloval kot njegov svetovalec. Ta obsežna shema, ki je bila morda končana do leta 1500, je obsegala poslikavo oboka, ki prikazuje sedem planetov in znake zodiaka (Perugino je odgovoren za zasnovo, njegovi učenci pa najverjetneje za izvedbo) in predstavitev na stenah dveh svetih predmetov: Rojstvo in Spremenjenje; poleg tega so v programu nastopili Večni Oče, kardinalne vrline pravičnost, razumnost, zmernost in pogum, Katon Starejši kot simbol modrosti in številne figure klasičnih pomembnih oseb, prerokov in sibil v naravni velikosti. Na srednji pilaster dvorane je Perugino postavil svoj portret v obliki poprsja. Verjetno je Rafael, ki so ga v otroštvu proti letu 1496 strici postavili v uk k Peruginu, imel roko pri oboku.
Perugino je bil uvrščen med priorje Perugie leta 1501. Nekoč je Michelangelo Peruginu v obraz povedal, da je šušmar v umetnosti (goffo nell arte): Vannucci je neuspešno vložil tožbo za obrekovanje značaja. Ker je bil osupel nad to zastrašujočo oceno, je ustvaril mojstrovino Madona in svetniki za cerkev Certosa di Pavia, ki je zdaj razstavljena in raztresena po muzejih: edini del Certose je Bog Oče z angeli. Oznanjenje je izginilo; tri plošče, Marija z detetom, Sv. Mihael in Sv. Rafael s Tobiasom so na ogled v Narodni galeriji v Londonu. Leta 1504–1507 je sledil poliptih Snemanje s križa za veliki oltar bazilike dell'Annunziata v Firencah, v katerem je pri dokončanju nadomestil Filippina Lippija. Delo je propadlo, obtožili so ga pomanjkanja inovacij. Perugino je izgubil svoje učence in proti letu 1506 še enkrat končno zapustil Firence, odšel v Perugijo in od tam čez leto ali dve v Rim.
Papež Julij II. je poklical Perugina, da bi v Vatikanu poslikal Incendio del Borgo; a kmalu je raje izbral mlajšega tekmovalca Rafaela, ki ga je učil Perugino; in Vannucci, potem ko je poslikal strop z liki Boga Očeta v različnih oblikah, v petih medaljonih, se je leta 1512 upokojil in odšel v Perugijo. Med njegovimi zadnjimi deli, od katerih številna padajo v ponavljajočo se rutino, je eno najboljših obsežna oltarna slika (poslikana med letoma 1512 in 1517) v cerkvi San Agostino v Perugii, prav tako zdaj razpršena.
Zadnje Peruginove freske so bile naslikane za cerkev Madonne delle Lacrime v Treviju (1521, podpisano in datirano), samostan Sant'Agnese v Perugii in leta 1522 za cerkev Castello di Fortignano. Obe seriji sta izginili iz svojih mest, slednja je zdaj v muzeju Victoria in Albert. Leta 1523 je bila še vedno v Fontignanu, ko je umrl zaradi kuge. Kot druge žrtve kuge so ga tudi naglo pokopali na posvečenem polju, natančno zdaj neznanem kraju.
Vasari je glavni vir, ki navaja, da je bil Perugino slab vernik in je odkrito dvomil o nesmrtnosti duše. Perugino je leta 1494 naslikal svoj portret, ki je zdaj v galeriji Uffizi in vanj vnesel Timete Deum (Raz 14,7; Z močnim glasom je rekel: »Bojte se Boga in izkažite mu čast, kajti prišla je ura njegove sodbe. Molíte njega, ki je naredil nebo in zemljo, morje in izvirke vodá!«). Da se odkrit nevernik vpiše v Timete Deum, se zdi čudno. Zadevni portret prikazuje puhast obraz, majhne temne oči, kratek, a dobro odrezan nos in čutne ustnice; vrat je debel, lasje košati in prepleteni, ozračje pa impresivno. Kasnejši portret v Cambiu v Perugii prikazuje isti obraz s sledovi dodanih let. Perugino je umrl s precejšnjo lastnino in zapustil tri sinove.
Leta 1495 je podpisal in datiral izjavo za florentinski samostan Santa Chiara (Palača Pitti). Proti 1496 je izdelal fresko Križanje, naročeno leta 1493 za Mario Maddaleno de' Pazzi, Firence (Križanje iz Pazzia). Pripisujejo mu slike poroke Jožefa in Device Marije (Sposalizio), ki je zdaj v muzeju v Caenu, ki je nedvomno v veliki meri služila kot original še bolj znani Sposalizio, ki jo je leta 1504 naslikal Rafael (Pinakoteka Brera, Milano), je zdaj vprašljiva in dodeljena Lo Spagni. Precej bolj fino Peruginovo delo je bil poliptih Kristusov vnebohod, naslikan približno 1496–98 za cerkev S. Pietra iz Perugie (Mestni muzej, Lyon); ostali deli iste oltarne slike so razpršeni po drugih galerijah.
V kapeli Disciplinati v Città della Pieve je Čaščenje Treh kraljev, 6,5 m v kvadrat, v katerem je približno trideset figur v naravni velikosti; ta je bila izvedena s komaj verjetno hitrostjo od 1. do 25. marca (ali tam okoli) leta 1505, nedvomno pa mora biti delo Vannuccijevih učencev. Leta 1507, ko je mojstrovo delo leta upadalo in so bile njegove predstave na splošno šibke, je naslikal kljub temu eno svojih najboljših slik, Devica med svetim Hieronimom in svetim Frančiškom, zdaj v palači Penna V cerkvi S. Onofrio v Firencah je zelo cenjena in veliko razpravljana freska Zadnje večerje, skrbno in nežno korektno, a ne navdihnjeno delo; nekateri poznavalci so jo pripisali Peruginu, drugi Rafaelu; verjetno je morda kak drug učenec umbrijskega mojstra.
Med njegovimi učenci so bili Rafael, na katerega zgodnja dela je Peruginov vpliv najbolj opazen, Pompeo Cocchi, Eusebio da San Giorgio, Mariano di Eusterio in Giovanni di Pietro (lo Spagna).

## Spomeniki
Perugia je Peruginu posvetila pomemben spomenik, ki ga je leta 1923 izdelal kipar Enrico Quattrini in je danes viden v vrtovih Carducci

## Glavna dela
- Predaja ključev (1481–1482) - freska, 335 × 600 cm, Sikstinska kapela, Vatikan
- Križanje (triptih Galitzin, 1480-ih) - poslikano za San Domenico v San Gimignanu, Narodna galerija, Washington
- Pietà (ok. 1483–1493) -Olje na tabli, 168 × 176 cm, Galerija Uffizi, Firence
- Fanovo oznanjenje (ok. 1488–1490) -Olje na plošči, 212 × 172 cm, cerkev Santa Maria Nuova, Fano
- Portret Lorenza di Credi (1488) -Olje na tabli preneseno na platno, National Gallery of Art, Washington, DC
- Sveti Boštjan (okoli 1490) - olje na tabli, 174 × 88 cm, Nationalmuseum, Stockholm
- Sv. Boštjan (ok. 1490–1500) - tabla, 176 × 116 cm, Louvre, Pariz
- Sv. Boštjan (po letu 1490) - olje na lesu, 110 × 62 cm, Galleria Borghese, Rim
- Devica, ki se prikazuje sv. Bernardu (ok. 1490–1494) - Olje na lesu, 173 × 170 cm, Alte Pinakoteka, München
- Oltarna slika Albani Torlonia (1491) - Tempera na tabli, 174  ×  88 cm, zbirka Torlonia, Rim
- Marija z otrokom na prestolu med sv. Janezom Krstnikom in Boštjanom (1493) - Olje na tabli, 178 × 164 cm, Galerija Uffizi, Firence
- Sv. Sebastijan (Perugino, Ermitaž) (1493–1494) - Olje in tempera na tabli, 53,8 × 39,5 cm, Ermitaž, Sankt Peterburg
- Portret Francesca delle Opereja (1494) - olje na tabli, 52  ×  44 cm, galerija Uffizi, Firence
- Oltarna slika v Certosa di Pavia (1496–1500) - olje na tabli, 52  ×  44 cm, Narodna galerija, London
- Oltarna slika Decemvirijev (1497) -Olje na tabli, 193 × 165 cm, Vatikanska Pinakoteka, Rim
- Oltarna slika iz Fana (1497) -Olje na tabli, 262 × 215 cm, cerkev Santa Maria Nuova, Fano
- Vstajenje San Francesco al Prato (ok. 1499–1501) -Olje na tabli, 233 × 165 cm, Vatikanska Pinakoteka, Rim
- Oltarna slika iz Vallombrosa (1500) -Olje na tabli, 415 × 246 cm, Galleria dell'Accademia, Firence
- Tezijev oltar (ok. 1500) -Olje na tabli, 180 × 158 cm, Galleria Nazionale dell'Umbria, Perugia
- Madona v slavi s svetniki (ok. 1500–1501) -Olje na tabli, 330 × 265 cm, Pinacoteca Nazionale di Bologna
- Poroka Device (1500–1504) - Olje na lesu, 234 × 185, Musée des Beaux -Arts, Caen
- Sv. Sebastijan vezan na steber (ok. 1500–1510) - olje na platnu, 181 × 115 cm, Muzej umetnosti Sao Paulo, Sao Paulo, Brazilija
- Boj ljubezni in čednosti (1503) - Tempera na platnu, 160 × 191 cm, poslikana za studio Isabella d'Este, Louvre, Pariz
- Snemanje s križa, poliptih (1504–1507) - olje na tabli, 334 × 225 cm (glavna plošča), Galleria dell'Accademia in Annunziata, Firence
- Rojstvo Kristusa: Devica, sv. Jožef in pastirji, ki častijo Kristusa dojenčka (približno 1522) - Freska je na platno prenesena od S. Marije Assunte v Fontignanu, 254 × 594 cm, muzej Victoria & Albert, London
- Kristusov vnebohod (oltar iz Sansepolcra; ok. 1510) - olje na plošči, 332,5 × 266 cm, stolnica v Sansepolcru
- Sveti Jernej (1512–1523) - Olje na plošči, 89 × 71 cm, Del poliptiha Muzej umetnosti v Birmingham

- Religiozna dela, detajli, portreti
- Marijino vnebovzetje
- Marija in otrok s svetniki
- Madona iz Loreta (Devica z otrokom s svetnikoma Hieronimom in Frančiškom).
- Marija in otrok med svetima Rozo in Katarino

- Detajl, Marija
- Detajl, preroki in Sibile, freska
- Detajl, preroki in Sibile, freska
- Detajl, Predaja ključev,  fresca
- Portret mladeniča
- Portret Francesco delle Opere
- Detajl, Marija z otrokom.
- Lorenzo di Credi